# Svenska F3-mästerskapet
Svenska F3-mästerskapet, Svenska Formel 3, Swedish Formula 3 Championship eller Formula 3 Sweden, var ett svenskt mästerskap för formel 3-bilar. Mästerskapet startades 1964, då Sven Mattsson tog titeln, och varade ända fram till 1994, då man gjorde ett uppehåll. Serien var sedan tillbaka 1997 och lades ned för gott efter säsongen 2000. Många av Sveriges stora racerförare genom åren har tävlat i serien, bland annat Reine Wisell, Ronnie Peterson, Torsten Palm och Tommy "Slim" Borgudd.

## Säsonger
| År   | Mästare              | Team                         | Bil-Motor-Motortrimmare                                   |
| ---- | -------------------- | ---------------------------- | --------------------------------------------------------- |
| 1964 | Sven Mattsson        | ?                            | Lotus 22-Ford 105E/Holbay                                 |
| 1965 | Picko Troberg        | ?                            | Brabham BT-Ford 105E/Holbay                               |
| 1966 | Freddy Kottulinsky   | ?                            | Lotus 35/41-Ford/Holbay                                   |
| 1967 | Reine Wisell         | Team Baltzar                 | Brabham BT21-Ford/Holbay                                  |
| 1968 | Ronnie Peterson      | ?                            | Tecno 68-Ford/Novamotor                                   |
| 1969 | Ronnie Peterson      | ?                            | Tecno 69-Ford/Novamotor                                   |
| 1970 | Torsten Palm         | Mennen Racing                | Brabham BT28-Ford                                         |
| 1971 | Torsten Palm         | Mennen - Torsten Palm Racing | Brabham BT28-Ford, Brabham BT35-Ford                      |
| 1972 | Conny Andersson      | ?                            | Brabham BT38-Ford                                         |
| 1973 | Håkan Dahlqvist      | ?                            | Merlyn 22-Ford                                            |
| 1974 | Conny Andersson      | ?                            | March 743-Toyota/Novamotor                                |
| 1975 | Conny Ljungfeldt     | Rotel Racing                 | March 753-Toyota/Novamotor                                |
| 1976 | Conny Ljungfeldt     | Rotel Racing Team            | Viking TH1A-Toyota/Novamotor                              |
| 1977 | Anders Olofsson      | ?                            | Ralt RT1-Toyota/Novamotor                                 |
| 1978 | Anders Olofsson      | ?                            | Ralt RT1-Toyota/Novamotor                                 |
| 1979 | Tommy "Slim" Borgudd | Strike Ten Racing Team       | Ralt RT1-Toyota/Novamotor                                 |
| 1980 | Thorbjörn Carlsson   | ?                            | Ralt RT1-Toyota/Novamotor                                 |
| 1981 | Bengt Trägårdh       | Top Print                    | March 803B-Toyota/Novamotor                               |
| 1982 | Thorbjörn Carlsson   | ?                            | Ralt RT3-Toyota/Novamotor                                 |
| 1983 | Leo Andersson        | Sunsett Liftar               | Ralt RT3-Toyota/Novamotor                                 |
| 1984 | Leif Lindström       | ?                            | Ralt RT3-Toyota/Novamotor                                 |
| 1985 | Thomas Danielsson    | Picko Troberg Racing         | Reynard 853-Saab/Nicholson, Reynard 853-Volkswagen/Spiess |
| 1986 | Niclas Schönström    | Picko Troberg Racing         | Reynard 863-Volkswagen/Spiess                             |
| 1987 | Michael Johansson    | Tommy Jägerwall Racing       | Ralt RT31-Alfa Romeo/Novamotor                            |
| 1988 | Michael Johansson    | Tommy Jägerwall Racing       | Ralt RT31-Alfa Romeo/Novamotor                            |
| 1989 | Jan "Flash" Nilsson  | G-Son Racing                 | Reynard 883-Volkswagen/Spiess                             |
| 1990 | Niclas Jönsson       | Team Itchi Ban               | Reynard 903-Mugen Honda                                   |
| 1991 | Niclas Jönsson       | Team Itchi Ban               | Reynard 913-Mugen Honda                                   |
| 1992 | Peter Åslund         | Claes Rothstein Racing       | Ralt RT35-Volkswagen/Spiess                               |
| 1993 | Magnus Wallinder     | Team Itchi Ban               | Ralt RT35-Volkswagen/Spiess, Reynard 913-Mugen Honda      |
| 1994 | Magnus Wallinder     | Hans Nordén Racing Team      | Reynard 913-Mugen Honda                                   |
| 1995 | kördes ej            | kördes ej                    |                                                           |
| 1996 | kördes ej            | kördes ej                    |                                                           |
| 1997 | Ulf Johansson        | ?                            | Dallara F394-Opel/Spiess                                  |
| 1998 | Jimmy Bohlin         | ?                            | Dallara F394-Opel/Spiess                                  |
| 1999 | Thed Björk           | Monica Stråth Motorsport     | Dallara F394-Opel/Spiess                                  |
| 2000 | Mikael Karlsson      | Monica Stråth Motorsport     | Dallara F394-Mugen Honda                                  |